# Gävle brandstation

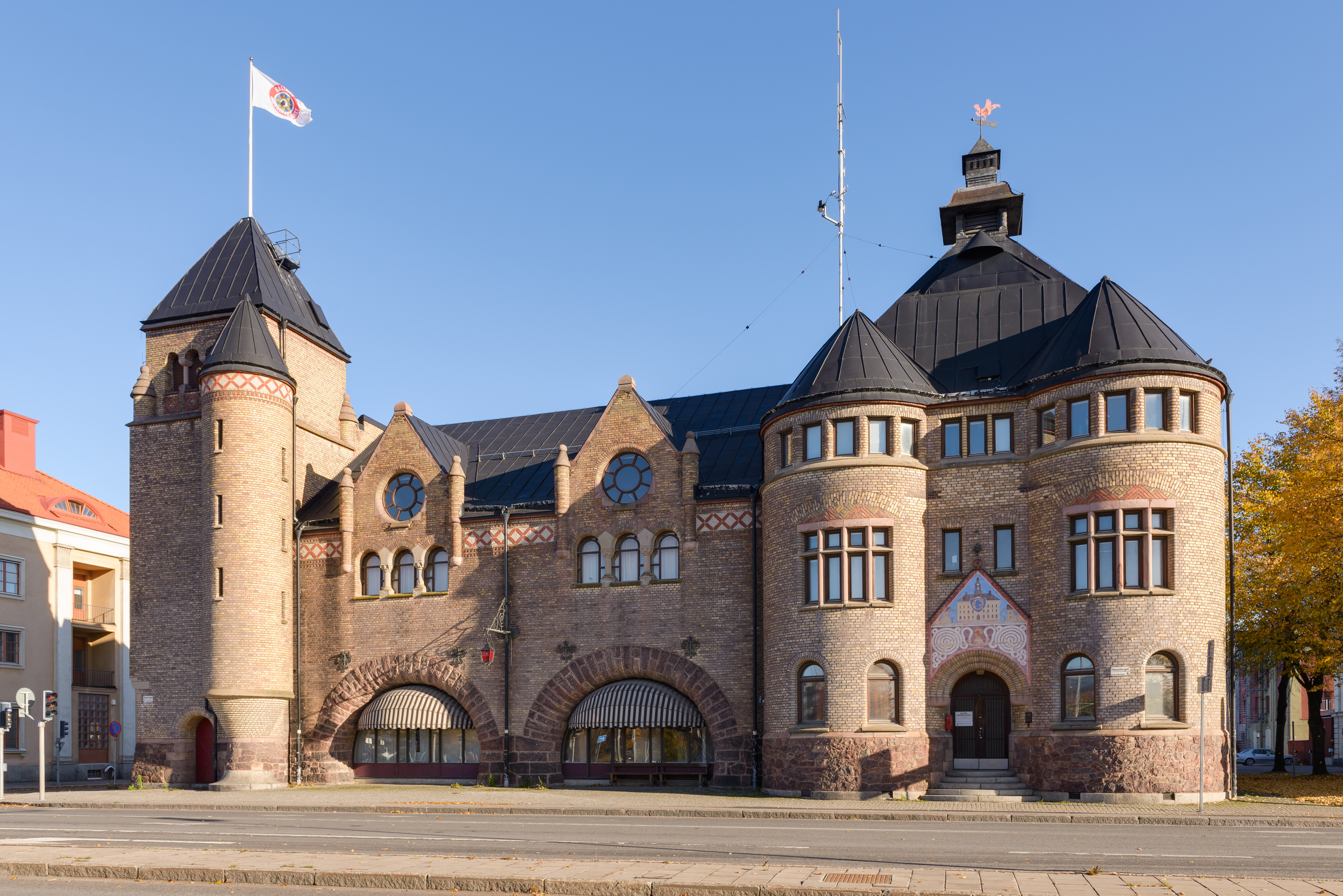
Gävle brandstation 2013.

Gävle brandstation ligger vid Hamntorget 8 i Gävles centrum mittemot Gävle centralstation. Huset uppfördes 1890-1891 efter ritningar av Ferdinand Boberg och var ett av de allra första exemplen i Sverige på den då nya arkitekturstilen jugend. 

## Historik

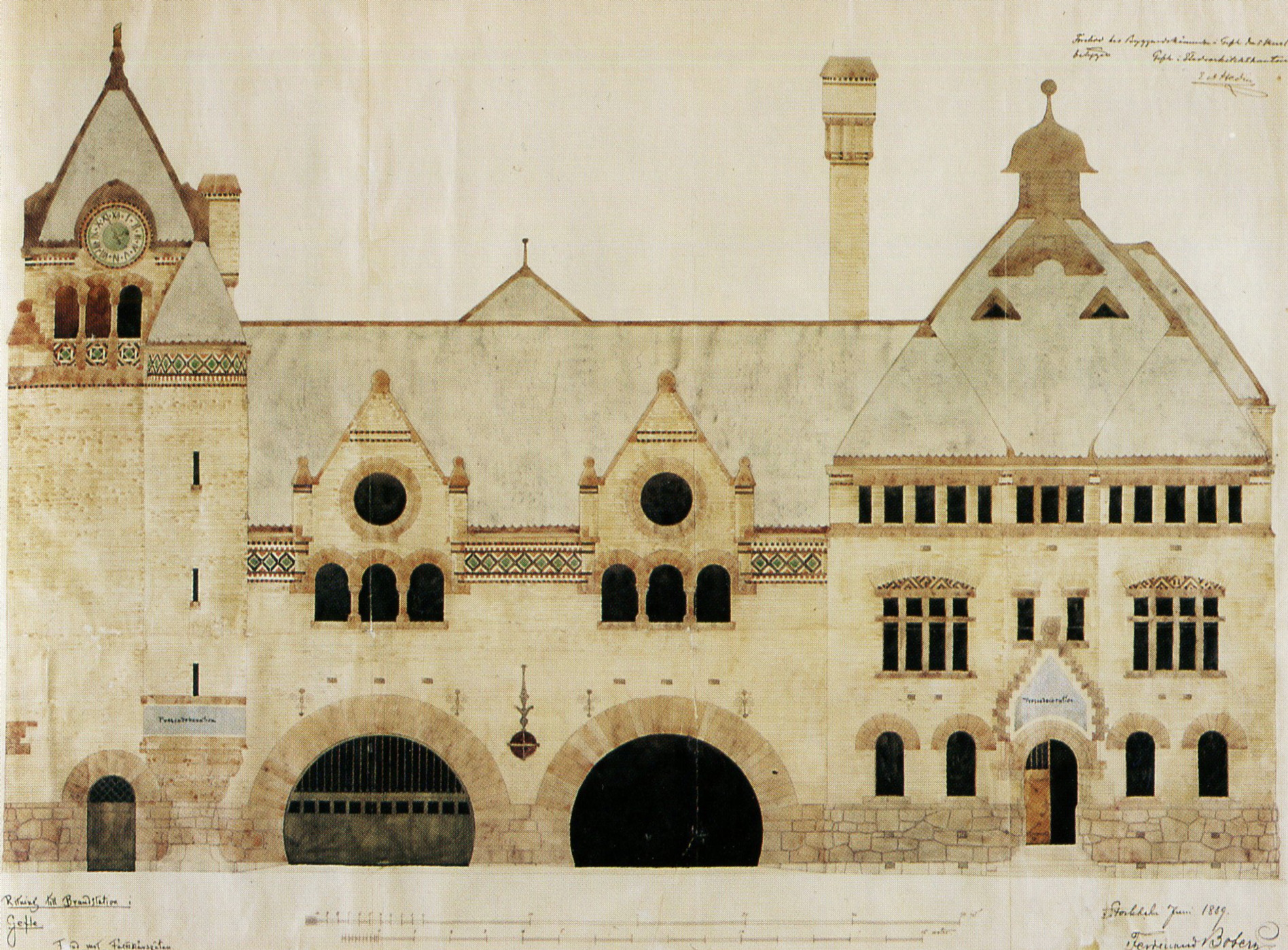
Bobergs illustration från 1889.

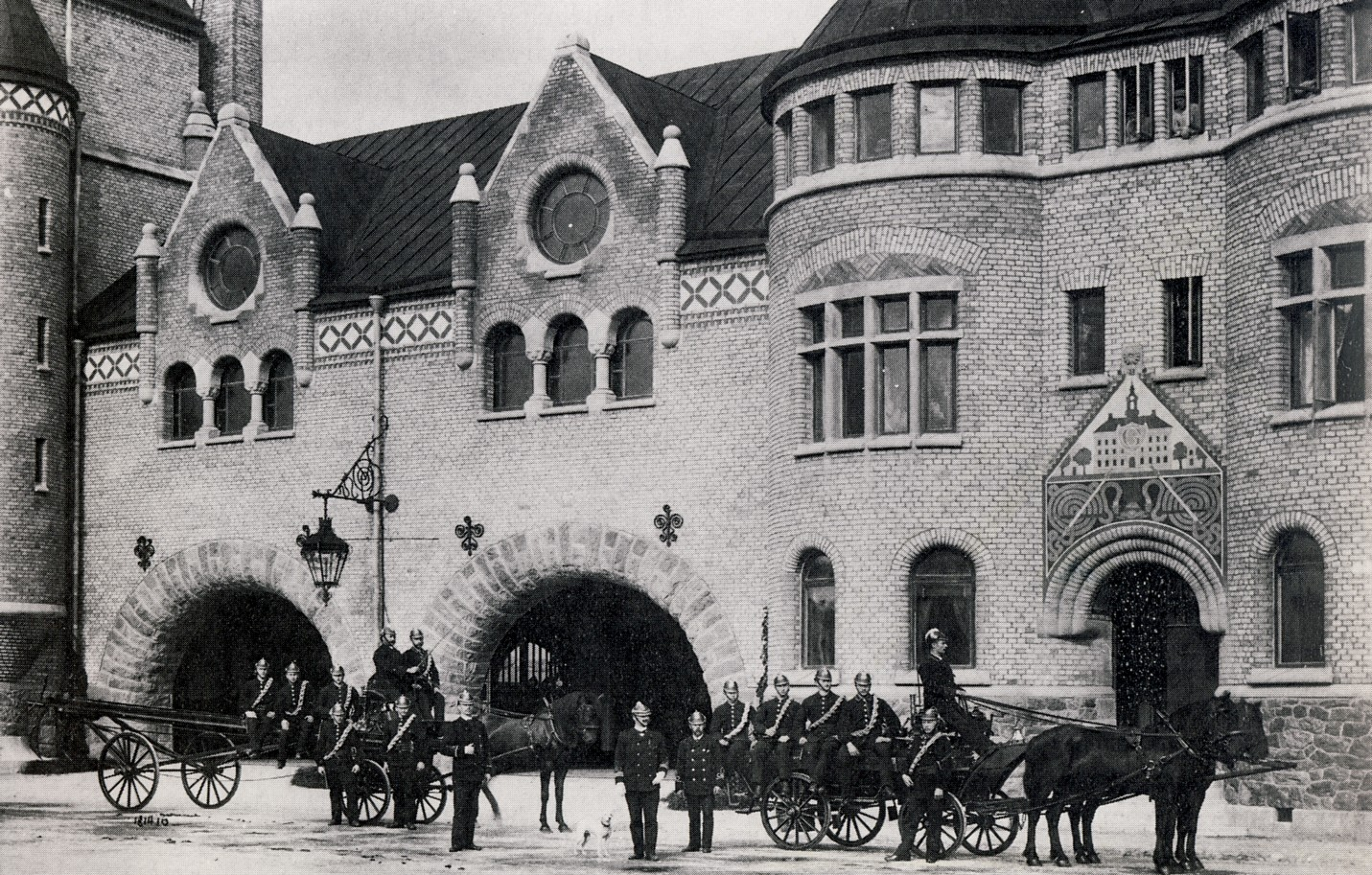
Gävle brandstation omkring 1900.

Gävles dåvarande stadsarkitekt Erik Alfred Hedin hade inte lyckats att ta fram förslagsritningar som accepterades av kommunens beredningsutskott. Hedins förslag saknade, menade man, "ett värdigt utseende" och en omarbetning hjälpte inte heller. Man vände sig till, den vid den tiden okände, Stockholmsarkitekten Ferdinand Boberg. Efter ett antal turer där man bad Boberg att rita om förslaget på grund av kostnadsskäl, vilket Boberg nekade att göra, fick han slutligen uppdraget av drätselkammarens byggnadsavdelning år 1889.
Boberg, som befann sig på världsutställningen i Paris när han fick beskedet, berättar följande: 
| ” | ... vi reste ögonblickligen hem och jag rusade till Gävle - och så var äntligen isen bruten! Men jag var redan 29 år gammal! Brandstationen blev mitt första bygge, som lät en smula tala om sig, och sedan började det ljusna, sakta, sakta, och under trycket av dålig ekonomi. | „ |

Gävle brandstation blev Bobergs genombrott som svensk arkitekt. Ovanför huvudentrén finns en murmålning i sgraffitoteknik där brandslangsmunstycken riktas mot stadens rådhus. Gävle hade bara några år tidigare utsatts för en förödande brand. Byggnaden ger ett massivt intryck och liknar en medeltida borg med torn, romanska fönster och rundbågiga valv. Under det branta taket löper en fris med sammanfogade X. Dessa X finns även i de övriga byggnader Boberg ritat i Gävle, nämligen Centralpalatset och gasverket i Brynäs. Arkitektens avsikt var att skapa något kraftfullt och solitt utifrån platsens villkor. Den uppenbara oregelbundenheten i brandstationens exteriör är ett resultat av att byggnadens inre funktioner manifesteras i det yttre vilket också är av princip i medeltida arkitektur. Formen i byggnaden motiverar sig utifrån sin egen funktion. Tornet användes för att torka brandslangar. De för Boberg typiska rundvalv över portiken, var ett stilelement som han skulle tillämpa på många industri- och affärshus framöver, exempelvis på Bjertorp slott men kanske främst på Brunkebergsverket, Värtagasverket och Centralposthuset i Stockholm. Rundvalven såväl som basen på brandstationen utgörs av den röda sandsten som bröts lokalt i trakterna kring Gävle.
Boberg var inspirerad av amerikanaren Henry Hobson Richardsons arkitektur bl.a. Anderson house i Washington, ritat 1881. Andra som var betydande för Bobergs jugendstil, som slog igenom på 1890-talet, var William Morris, John Ruskin och Viollet-le-Duc.

## Brandstationen från 1970-talet fram till idag

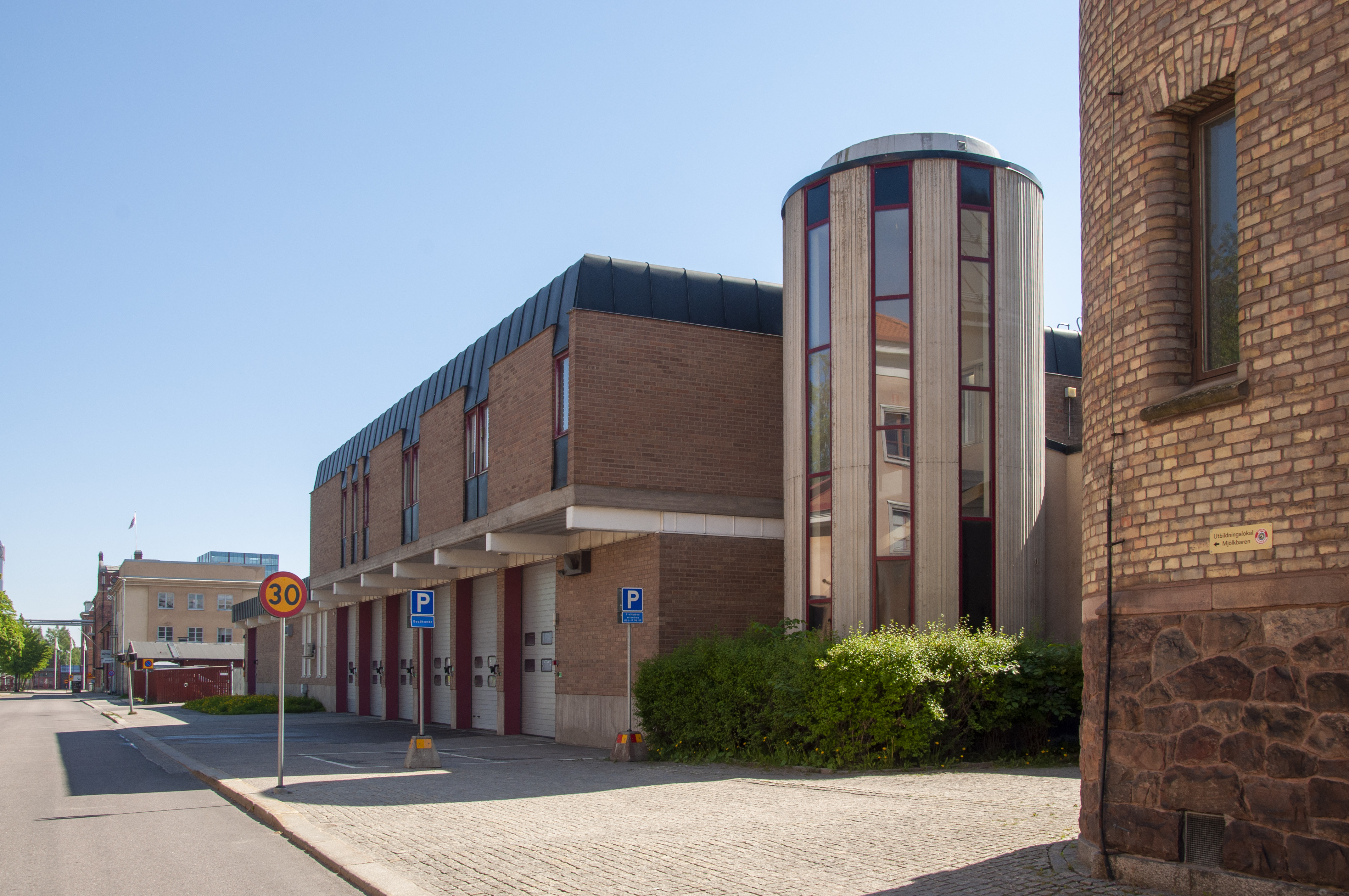
Tillbyggnaden

Brandstationen byggdes om på 1970-talet efter ritningar av Gunnar Gustafsson arkitektkontor. Vagnhallen i bottenvåningen blev 1979 matsal och dagrum. Ur de rundbågiga portarna kör inte längre några fordon. Garage för brandbilarna byggdes med utfarter i stället mot Drottninggatan och Tredje Magasinsgatan. Brandstationen i Gävle är Gästrike räddningstjänsts största station och är huvudkontor för den administrativa verksamheten. En stor del av de utbildningar som Gästrike räddningstjänst erbjuder genomförs också på brandstationen. Stationen är bemannad dygnet runt.

## Källa och litteratur
- Ulf Sörenson (1992). Ferdinand Boberg, arkitekten som konstnär. Höganäs: Förlags AB Wiken, s.56-62. ISBN 91 7024 721 8
- Anders Stjernberg (1992). Gävle brandstation: Ferdinand Bobergs genombrottsverk. Gävleborgs län: Länsmuseet. 0281-3181
- http://www.gastrikeraddningstjanst.se